# Kverneland Group
Kverneland Group er en norsk producent af jordbrugsmaskiner, der siden 2012 har været ejet af Kubota Corporation. De har hovedkvarter i Klepp. Kverneland Group havde i 2021 ca. 2.623 ansatte i 17 lande. De ejer mærkerne Kverneland og Vicon. I 1879 grundlagde Ole Gabriel Kverneland virksomheden.

## Danmark
I Danmark har de selskaberne Kverneland Group Danmark og Kverneland Group Kerteminde.